# Mogens Lorentzen
Mogens Lorentzen (født 4. april 1892 i København, død 7. februar 1953 smst) var en dansk forfatter, maler og illustrator, der bl.a. er kendt for teksten til Juletræet med sin pynt (med musik af Egil Harder) fra 1939.
I forbindelse med forberedelsen til en udstilling om grevinde Danner på Det Nationalhistorisk Museum, efterspurgte museet i 2024 et af hans malerier, Frederik VII og Grevinde Danner fra 1918, som tidligere havde hængt på Kinopalæet indtil 1981, hvor den genopførte biograf der i 1944 havde været udsat for schalburgtage blev revet ned, hvorefter maleriet havde befundet sig på et ubekendt sted. Et tip førte til dets nuværende placering hos private ejere.